# Johnny Herrera
Johnny Cristián Herrera Muñoz (ur. 9 maja 1981 w Angol) – chilijski piłkarz występujący na pozycji bramkarza, obecnie zawodnik Universidadu de Chile.

## Kariera klubowa
Herrera jest wychowankiem klubu Universidad de Chile z siedzibą w stołecznym mieście Santiago, do którego seniorskiej drużyny został włączony jako osiemnastolatek przez szkoleniowca Césara Vaccię. W chilijskiej Primera División zadebiutował 1 sierpnia 1999 w wygranym 2:1 spotkaniu z Santiago Morning, kiedy to w trakcie meczu zastąpił między słupkami ukaranego czerwoną kartką Sergio Vargasa. W tym samym sezonie 1999 wywalczył ze swoim zespołem tytuł mistrza Chile, jednak pozostawał wówczas wyłącznie rezerwowym bramkarzem dla klubowej legendy; starszego o szesnaście lat Vargasa. W 2000 roku zanotował kolejne mistrzostwo kraju, a także triumfował w rozgrywkach krajowego pucharu – Copa Chile. Podstawowym golkiperem Universidadu został dopiero po odejściu Vargasa, w 2003 roku i w tej roli w wiosennym sezonie Apertura 2004 osiągnął trzeci tytuł mistrzowski, zostając bohaterem finałowego meczu z Cobreloą, wygranego po serii rzutów karnych. Podczas jesiennych rozgrywek Clausura 2005 zdobył natomiast z Universidadem wicemistrzostwo kraju, pełniąc wówczas rolę kapitana ekipy.
Wiosną 2006 Herrera za sumę 400 tysięcy euro przeszedł do ówczesnego mistrza Brazylii – drużyny SC Corinthians z miasta São Paulo. W zespole tym, którego barwy reprezentowali wówczas gracze tacy jak Javier Mascherano, Carlos Tévez, Willian czy Nilmar, spędził rok bez większych sukcesów, nie potrafiąc wywalczyć sobie pewnego miejsca między słupkami, między innymi ze względu na wprowadzony przez władze ligi limit obcokrajowców. W marcu 2007 powrócił do ojczyzny, jako wolny zawodnik, podpisując umowę z Evertonem de Viña del Mar, gdzie od razu został kluczowym piłkarzem ekipy. Podczas sezonu Apertura 2008 wywalczył ze swoją ekipą czwarte w karierze mistrzostwo Chile, a bezpośrednio po tym sukcesie przeniósł się do stołecznego Audax Italiano. Tam grał jako podstawowy bramkarz przez dwa i pół roku, jednak nie potrafił nawiązać do osiągnięć odnoszonych ze swoimi poprzednimi drużynami i nie zanotował żadnego sukcesu zarówno na arenie krajowej, jak i międzynarodowej. Mimo to w plebiscycie ANFP otrzymał nagrodę dla najlepszego bramkarza ligi chilijskiej sezonu 2010.
W styczniu 2011 Herrera powrócił do swojego macierzystego Universidadu de Chile, który na jego transfer wyłożył pół miliona euro. Od razu wywalczył sobie niepodważalne miejsce w wyjściowym składzie, przez kolejne lata będąc liderem i kluczową postacią drużyny prowadzonej przez argentyńskiego trenera Jorge Sampaolego i uznawanej za jedną z najlepszych w historii klubu. W sezonie Apertura 2011 zdobył ze stołeczną ekipą tytuł mistrza Chile i sukces ten powtórzył również pół roku później, podczas sezonu Clausura 2011. W tym samym roku triumfował z Universidadem w rozgrywkach Copa Sudamericana, ustanawiając historyczny rekord tego turnieju – przepuścił wówczas zaledwie dwa gole w dwunastu spotkaniach. Było to zarazem pierwsze trofeum międzynarodowe zdobyte przez zespół Universidadu. Świetna forma golkipera zaowocowała wieloma nagrodami indywidualnymi; został wybrany najlepszym bramkarzem ligi chilijskiej w 2011 roku w aż trzech plebiscytach – organizowanym przez związek piłkarzy (SIFUP), ANFP oraz magazyn El Gráfico. Urugwajska gazeta El País wybrała go natomiast najlepszym golkiperem Ameryki Południowej.
W wiosennych rozgrywkach Apertura 2012 Herrera wraz z Universidadem wywalczył trzecie z rzędu, a siódme w swojej karierze mistrzostwo Chile, a dzięki udanym występom indywidualnym ponownie zanotował kilka prestiżowych wyróżnień; SIFUP, ANFP i El Gráfico znów wybrały go najlepszym bramkarzem ligi, a ponadto triumfował w organizowanych przez magazyny El Gráfico i La Cuarta plebiscytach na najpopularniejszego chilijskiego piłkarza. W 2013 roku po raz drugi w karierze zdobył z Universidadem krajowy puchar, a SIFUP trzeci raz z rzędu uznał go za najlepszego golkipera sezonu. Pierwszego gola w karierze strzelił 18 marca 2014 z rzutu karnego w wygranym 1:0 meczu fazy grupowej Copa Libertadores z peruwiańskim Realem Garcilaso.

## Kariera reprezentacyjna
W 2001 roku Herrera został powołany przez trenera Héctora Pinto do reprezentacji Chile U-20 na Młodzieżowe Mistrzostwa Ameryki Południowej. Tam pełnił rolę podstawowego golkipera zespołu i wystąpił we wszystkich dziewięciu spotkaniach, natomiast jego kadra zdołała awansować z drugiego miejsca do rundy finałowej, gdzie z kolei zajęła czwartą lokatę i zakwalifikowała się na Mistrzostwa Świata U-20 w Argentynie. Na młodzieżowym mundialu początkowo również miał pewne miejsce między słupkami; wystąpił w dwóch z trzech meczów, w których wpuścił osiem goli, po czym stracił miejsce w składzie na rzecz Eduardo Lobosa, zaś jego zespół odpadł z turnieju już w fazie grupowej.
W 2000 roku Herrera znalazł się w ogłoszonym przez szkoleniowca Nelsona Acostę składzie reprezentacji Chile U-23 na turniej kwalifikacyjny do Igrzysk Olimpijskich w Sydney, gdzie nie wystąpił jednak w żadnym z siedmiu spotkań, pozostając wyłącznie rezerwowym dla Javiera di Gregorio, a jego drużyna zajęła drugie miejsce i awansowała na olimpiadę. Podczas rozgrywanych w Australii igrzysk również ani razu nie pojawił się na boisku, pełniąc rolę trzeciego bramkarza po Nelsonie Tapii i Di Gregorio, a Chilijczycy dotarli ostatecznie do półfinału, zdobywając brązowy medal na męskim turnieju piłkarskim. W 2004 roku wziął udział w rozgrywkach kwalifikacyjnych do Igrzysk Olimpijskich w Atenach, lecz tym razem chilijska kadra nie zdołała zakwalifikować się na grecką olimpiadę, a on sam nie zanotował żadnego występu, będąc jedynie alternatywą dla Claudio Bravo.
W seniorskiej reprezentacji Chile Herrera zadebiutował za kadencji tymczasowego selekcjonera Césara Vaccii, 17 kwietnia 2002 w przegranym 0:2 meczu towarzyskim z Turcją. Mimo udanych występów w klubach nigdy nie pełnił jednak roli podstawowego golkipera kadry, sporadycznie otrzymując powołania i zawsze pozostając rezerwowym dla bramkarzy takich jak Nelson Tapia, Claudio Bravo czy Miguel Pinto.